# Fokus Václava Moravce
Fokus Václava Moravce (zkratka Fokus VM) je publicistický diskusní pořad České televize, který uvádí moderátor Václav Moravec a jehož tématy jsou různé fenomény dnešní doby, které mohou ovlivňovat lidskou společnost. Je vysílán od února 2015, a to jednou měsíčně (první úterý nebo středu), živě na zpravodajském kanálu ČT24. Celý přibližně dvouhodinový pořad je zpravidla rozdělen na tři části („kapitoly“), v nichž diskutují různé dvojice nebo trojice vědců, umělců, filozofů, novinářů apod., a průběžně je doplňován přibližně desítkou otázek žáků a studentů českých škol na dané téma; v závěrečném bloku pořadu pak diskutují a odpovídají společně všichni hosté daného dílu. Obvyklou součástí je také animace výtvarníka Jaroslava Klimeše a několik málo informačních bloků na aktuální téma pořadu. Během pandemie covidu-19 bylo živé auditorium z řad studentů nahrazeno jejich předtočenými dotazy.
Pořad se nevysílá ze studia – místem konání debat bývají různé externí lokace (vysoké školy, hrady, umělecká centra, farmy apod.).
V březnu 2025 oznámil generální ředitel České televize Jan Souček, že od dubna 2025 nebude pořad z finančních důvodů dále vysílán. Vyvolal tím založení veřejné petice na podporu zachování tohoto pořadu. V dubnu 2025 Souček oznámil, že vysílání pořadu ČT obnoví.

## Seznam dílů
| Díl | Název                                                                                    | Datum uvedení      |
| --- | ---------------------------------------------------------------------------------------- | ------------------ |
| 1 | Stav duše                                                                                | 3. února 2015      |
| Žijeme v době šílené? A jak si v ní zachovat zdravý rozum? |                                                                                          |                    |
| 2 | Novodobé stěhování národů                                                                | 3. března 2015     |
| Jsou imigranti problém nebo záchrana? Novodobé stěhování náboženství. Proč se bojíme islámu – a máme k tomu důvod? |                                                                                          |                    |
| 3 | V síti                                                                                   | 31. března 2015    |
| Čím víc na sebe prozrazujeme, tím míň toho o sobě víme. Jak se žije v síti? Ovlivňují nové technologie lidské myšlení? Hrozí nám digitální demence? |                                                                                          |                    |
| 4 | Chudí versus bohatí                                                                      | 4. května 2015     |
| Propast mezi chudými a bohatými se prohlubuje. Jedno procento nejbohatších na planetě bude letos vlastnit už víc než polovinu veškerého majetku. Je takový stav udržitelný? |                                                                                          |                    |
| 5 | Vyčerpaná země                                                                           | 2. června 2015     |
| Velké – širé – rodné lány. Na nich řepka, kukuřice a solární panely. Půda nám mizí pod nohama. Kolik ještě zbývá času? |                                                                                          |                    |
| 6 | Zločin a trest                                                                           | 8. září 2015       |
| Právo versus spravedlnost. Proč to není totéž? Proč lidstvo fascinuje zločin a co je pro člověka největší trest? |                                                                                          |                    |
| 7 | U konce s energií                                                                        | 6. října 2015      |
| Co se stane, až lidé vytěží Zemi? Spasí nás nové objevy a vynálezy? |                                                                                          |                    |
| 8 | Střet generací                                                                           | 3. listopadu 2015  |
| Propast mezi generacemi. Co ji nejvíce prohlubuje? Technologie, peníze, nebo životní zkušenosti? Lidský věk se stále prodlužuje. Jsme na to připraveni? |                                                                                          |                    |
| 9 | Vláda lidu                                                                               | 8. prosince 2015   |
| Je demokracie nejlepší ze špatných řešení? Zvykli jsme si na ni? A co přijde, až zmizí? |                                                                                          |                    |
| 10 | Moc a bezmoc medicíny                                                                    | 12. ledna 2016     |
| Hlavně zdraví: nejčastější novoroční přání. Co zvládne současná medicína a za jakou cenu? Jak a koho léčit? Jak se vyrovnat s nemocí i s kultem zdraví? |                                                                                          |                    |
| 11 | Společnost (ne)vzdělanosti                                                               | 9. února 2016      |
| Škola, základ života nebo život, základ školy? Potřebuje společnost vzdělání nebo dělání? Jak se liší vědomosti od znalostí? Je vzdělání zboží? A proč lidé uprostřed informační smršti hloupnou? |                                                                                          |                    |
| 12 | Doba konzumu                                                                             | 8. března 2016     |
| Co skutečně potřebujeme k životu? Máme se v naší spotřebě omezovat? Žijeme v přepychu vyhazování věcí? A jsme bezbranní vůči reklamě? |                                                                                          |                    |
| 13 | Lesk a bída médií                                                                        | 5. dubna 2016      |
| Selhávají média anebo jsou jen věrným odrazem doby? Komu patří a komu prospívají? A platí pro ně vůbec ještě nějaká pravidla? |                                                                                          |                    |
| 14 | (Bez)starostné dětství                                                                   | 10. května 2016    |
| Jak se mění dětství a jak se mění děti? Dospívají děti předčasně – nebo zůstávají málo samostatné? Rozumíme dětem? A rozumějí ony nám? |                                                                                          |                    |
| 15 | Češi Čechům                                                                              | 7. června 2016     |
| Co charakterizuje český národ? Za jakou cenu přežil a za jakou cenu přežil jeho jazyk? Koho obdivujeme, ke komu vzhlížíme? A mají být Češi nač hrdí? |                                                                                          |                    |
| 16 | Malé velké Česko                                                                         | 13. září 2016      |
| Jak se žije ve městě a jak na venkově? Jak se řeší malé a jak velké problémy? Kde a proč chtějí Češi, Moravané a Slezané žít? |                                                                                          |                    |
| 17 | Století strachu                                                                          | 8. listopadu 2016  |
| Čeho se bojíme a proč? Je strach nejčastější emocí této doby? Jak se strach šíří a komu prospívá? |                                                                                          |                    |
| 18 | Krize rodiny                                                                             | 6. prosince 2016   |
| Je rodina základ státu? A co je základ rodiny? Kdo je máma a kdo táta – a proč se to občas plete? |                                                                                          |                    |
| 19 | Pravda a lež                                                                             | 10. ledna 2017     |
| Co je vlastně pravda a co je lež? Stává se opakovaná lež pravdou? A existuje jenom jedna pravda? |                                                                                          |                    |
| 20 | Peníze                                                                                   | 7. února 2017      |
| Peníze vládnou světu. Bohatí bohatnou, chudí chudnou. Je moc peněz nekonečná? |                                                                                          |                    |
| 21 | Smích a slzy                                                                             | 7. března 2017     |
| Smějeme se, abychom nemuseli plakat? Je humor lék? A kdo se směje naposled? |                                                                                          |                    |
| 22 | Z práce do práce                                                                         | 4. dubna 2017      |
| Pracujeme moc nebo málo? Které profese jsou dnes v módě? A jak se světem zatočí nová průmyslová revoluce? |                                                                                          |                    |
| 23 | Co je veřejné a co je soukromé? Jak vypadá veřejný prostor a kam směřuje veřejná debata? | 16. května 2017    |
| Veřejný prostor |                                                                                          |                    |
| 24 | Zvíře v nás                                                                              | 6. června 2017     |
| Jsou si lidé a zvířata podobní? Zažíváme novodobý kult uctívání zvířat? Je člověk člověku vlkem? |                                                                                          |                    |
| 25 | V lese                                                                                   | 5. září 2017       |
| Přežije divočina člověka? Přežije člověk v divočině? Je moudré proti přírodě bojovat? |                                                                                          |                    |
| 26 | Budoucnost kapitalismu                                                                   | 14. listopadu 2017 |
| Je kapitalismus nejlepší ze špatných možností? Platí, že mít znamená být? Kdo má práva a kdo povinnosti? |                                                                                          |                    |
| 27 | Velký bratr                                                                              | 12. prosince 2017  |
| Co vše je možné se o člověku dozvědět a jak? Komu a proč se odhalujeme? Kdo se dívá a kdo z toho má prospěch? |                                                                                          |                    |
| 28 | Totalita                                                                                 | 13. února 2018     |
| Jak vypadá nástup totalitního režimu, kde má kořeny totalitní myšlení, jaká je síla propagandy a manipulace? |                                                                                          |                    |
| 29 | Voda                                                                                     | 13. března 2018    |
| Kdy se lidstvo ocitne na suchu? Čekají svět boje o vodu? Jak s vodou zacházíme a jak si jí vážíme? |                                                                                          |                    |
| 30 | Závislost                                                                                | 10. dubna 2018     |
| Závislost má mnoho podob. Jsme závislí na ostatních lidech, na práci, na penězích. Kdy začne být závislost nezdravá a které drogy jsou nejničivější? |                                                                                          |                    |
| 31 | Hrdinství                                                                                | 8. května 2018     |
| Kdo je padouch a kdo hrdina? Čím se měří statečnost a jak je v dnešní době důležitá? |                                                                                          |                    |
| 32 | Člověk a živly                                                                           | 5. června 2018     |
| Přírodní katastrofy, živelní pohromy, lidské tragédie a bezmoc. Jak může člověk bojovat s živly? A kdy svými zásahy pomáhá ničit? |                                                                                          |                    |
| 33 | Kde domov můj                                                                            | 26. června 2018    |
| Proč se stěhují národy a proč odcházejí jednotlivci? Jaký je život jinde a jak silný stesk po domově? |                                                                                          |                    |
| 34 | Krize důvěry                                                                             | 2. října 2018      |
| Kdo komu věří a proč? Jak vzniká důvěra a jak je snadné ji ztratit? Je důvěra přežitek anebo podmínka existence lidstva? |                                                                                          |                    |
| 35 | Léčba budoucnosti                                                                        | 20. listopadu 2018 |
| Spasí medicína lidstvo? Na co vše už existuje lék? Co je možné v lidském těle nahradit a za jakou cenu? |                                                                                          |                    |
| 36 | Doba dezinformační                                                                       | 11. prosince 2018  |
| Témata: Složitý svět přeplněný informacemi. Jak se v nich vyznat? Jak odlišit fakta od výmyslů a lží? A komu prospívá informační chaos? Místo konání: Studio 5, Česká televize, Praha Hosté: politoložka Anna Durnová, astrofyzik Jiří Grygar, generál Petr Pavel, politický geograf Michael Romancov, politoložka Petra Vejvodová, datový analytik František Vrabel |                                                                                          |                    |
| 37 | Žít a užít                                                                               | 8. ledna 2019      |
| Témata: Přežívat, žít, užívat si. Čím žijeme a jak se bavíme? V čem spočívá Umění života? A kde pramení tuzemská skepse? Místo konání: restaurace Marina Ristorante, Praha Hosté: historik Karel Černý, cestovatelka Viktorka Hlaváčková, psychiatr a sexuolog Martin Hollý, konzultant Petr Ludwig, herečka Chantal Poullain, manažerka Diana Rádl Rogerová |                                                                                          |                    |
| 38 | Potíže s historií                                                                        | 12. února 2019     |
| Témata: Kdo vlastní minulost, ten vlastní i budoucnost. Jak zacházíme s dějinami naší země? Které historické události nejvíc utrpěly pokřiveným výkladem? A kdo má právo hodnotit historii? Místo konání: Panteon Historické budovy Národního muzea, Praha Hosté: historička Adéla Gjuričová, publicista Pavel Kosatík, historik Michal Lukeš, pedagog Pavel Martinovský, režisér Jiří Strach, historik Oldřich Tůma                                                                          |                                                                                          |                    |
| 39 | Umělá inteligence                                                                        | 19. března 2019    |
| Témata: Nahradí stroje člověka? Na co se můžeme těšit a čeho se máme bát? Místo konání: Národní technická knihovna, Praha Hosté: sexuoložka Kateřina Klapilová, právní vědkyně Alžběta Krausová, odborník na umělou inteligenci Tomáš Mikolov, jazykovědec Karel Oliva, odborník na umělou inteligenci Michal Pěchouček, kybernetik a filozof Jan Romportl |                                                                                          |                    |
| 40 | Recyklace světa                                                                          | 30. dubna 2019     |
| Témata: Spasí nová generace planetu, nebo je lidstvo nepoučitelné? Jsou studentské stávky za klima chvilková záležitost, nebo signál společenské změny? Je jiné myšlení na pořadu dne? Místo konání: prostory výstavy Evy Jiřičné Jiřičná, Centrum současného umění DOX, Praha Hosté: chemik Michal Babič, architektka Eva Jiřičná, environmentalistka Soňa Jonášová, filozof Lukáš Likavčan, ekolog Bedřich Moldan, klimatolog Radim Tolasz                                                  |                                                                                          |                    |
| 41 | Slova                                                                                    | 28. května 2019    |
| Témata: Jaká je síla slova? Má slovo stále svoji moc? Mizí znalost slov, znalost jazyka, láska k literatuře? Místo konání: Krajská vědecká knihovna v Liberci Hosté: výtvarnice a spisovatelka Markéta Baňková, spisovatelka Radka Denemarková, bohemista Ondřej Hausenblas, překladatel Martin Hilský, filozof Daniel Kroupa, fyzikální chemik Petr Slavíček |                                                                                          |                    |
| 42 | Farmáři                                                                                  | 18. června 2019    |
| Témata: Farmář musí znát devatero řemesel. Je to desáté bída? Jak se daří malým farmářům, statkářům, zemědělcům? Uživí se? A uživí nás? Místo konání: Statek Kočvary, Kočvary Hosté: farmářka Lucie Bošinová, hydrobiolog David Pithart, odborník na krajinné plánování Petr Sklenička, farmář Josef Stehlík, bioklimatolog Miroslav Trnka, historik Jiří Urban |                                                                                          |                    |
| 43 | Moc jídla                                                                                | 3. září 2019       |
| Témata: Co jíme a proč? Které potraviny jsou zdravé, které jsou bio a které škodí? A proč většinu jídla vyhazujeme do koše? Místo konání: Statek Vodňanský, Blíževedly Hosté: šéfkuchařka Jana Bilíková, chemička Jana Hajšlová, zemědělec Martin Hutař, chemik Petr Klusoň, odborník na potravinový odpad Adam Podhola, lékař Jan Vojáček |                                                                                          |                    |
| 44 | Kolaps civilizace                                                                        | 15. října 2019     |
| Témata: Impéria přicházejí a odcházejí. Co bývá příčinou rozkladu? Jak poznáme, že je společnost u konce s dechem? A jak se můžeme bránit? Místo konání: Studio 5, Česká televize, Praha Hosté: egyptolog Miroslav Bárta, jaderná fyzička Dana Drábová, právní filozof Karel Havlíček, hydrogeolog Zbyněk Hrkal, ústavní právník Jan Kysela, paleoekolog Petr Pokorný |                                                                                          |                    |
| 45 | Boj za pravdu                                                                            | 12. listopadu 2019 |
| Témata: Čemu a komu věřit? Jakou cenu má pravda a čím se za ni platí? Kdy a která pravda vítězí? Místo konání: Betlémská kaple, Praha Hosté: slovenská prezidentka Zuzana Čaputová, předseda Ústavního soudu Pavel Rychetský, předsedkyně Učené společnosti Blanka Říhová, etik Marek Vácha |                                                                                          |                    |
| 46 | Budiž světlo                                                                             | 17. prosince 2019  |
| Témata: Osvícenci a tmáři. Jak důležité je pro člověka světlo – a jak důležitá je tma? Místo konání: Centrum architektury a městského plánování, Praha Hosté: světelný technik Petr Baxant, chronobioložka Zdeňka Bendová, fyzik a environmentalista Jan Hollan, architektka Lenka Maierová, astronom Pavel Suchan, historik Vít Vlnas |                                                                                          |                    |
| 47 | Chudá bohatá planeta                                                                     | 14. ledna 2020     |
| Témata: Proč se lidé dělí na chudé a bohaté? A proč se propast mezi nimi stále zvětšuje? Místo konání: Zbraslavský zámek, Praha Hosté: rostlinný genetik Jaroslav Doležel, lékařka Kristina Höschlová, ekonom Filip Matějka, evangelický farář Miloš Rejchrt, polární ekoložka Marie Šabacká, ekonomka Zuzana Šmídová |                                                                                          |                    |
| 48 | Doba chemická                                                                            | 11. února 2020     |
| Témata: Všechno je – chemie. Kdy je dobrá a kdy špatná? Kde člověku slouží – a kde škodí? A proč se chemie bojíme? Místo konání: Posluchárna Emila Votočka, Vysoká škola chemicko-technologická v Praze Hosté: geolog Václav Cílek, učitelka Růžena Hlůšková, biochemik Zdeněk Hostomský, environmentální chemička Jana Klánová, vývojářka kosmetiky Lenka Průšová, chemik František Štěpánek                                                                                                 |                                                                                          |                    |
| 49 | Nebát se                                                                                 | 31. března 2020    |
| Témata: Proč je důležité nebát se strachu? Proč je důležité nebát se nemoci? Proč je důležité nebát se myslet? Místo konání: prostory výstavy Barbory Šlapetové a Lukáše Rittsteina Ultrasupernatural, Centrum současného umění DOX, Praha Hosté: mikrobioložka Václava Adámková, psycholožka Laura Janáčková, farářka Martina Viktorie Kopecká, generál Petr Pavel, historik umění Jan Royt, ekonom Tomáš Sedláček, psycholog Jiří Šípek, etik Marek Vácha, datový analytik František Vrabel |                                                                                          |                    |
| 50 | Moc                                                                                      | 26. května 2020    |
| Témata: Kdo má moc, koho přitahuje a kdo po ní touží? Jaké jsou podoby moci a jak snadné je moc zneužít? Místo konání: Rytířský sál, hrad Karlštejn Hosté: bývalý disident Stanislav Devátý, historička Adéla Gjuričová, překladatel Martin Hilský, neuropatolog František Koukolík, filozof Václav Němec, novinářka Petra Procházková, soudkyně Kateřina Šimáčková, historik Prokop Tomek a historik Josef Žemlička                                                                          |                                                                                          |                    |
| 51 | Bez jídla                                                                                | 23. června 2020    |
| Témata: Bez jídla, bez odpovědnosti a bez zábran. Kam může vést volání po soběstačnosti a komu prospívá? Co roste na českých polích – a dá se to jíst? Místo konání: Velkostatek Tetín, Tetín Hosté: krajinná ekoložka Kateřina Černý Pixová, ekonomka Helena Horská, biolog a filozof Stanislav Komárek, soukromý zemědělec a lesník Daniel Pitek, historik Jakub Rákosník, etolog Marek Špinka                                                                                              |                                                                                          |                    |
| 52 | Povolání učitel(-ka)                                                                     | 17. října 2020     |
| Témata: Kdo učí, kdo neučí, kdo učit nechce a kdo by učit neměl? Co a jak se ve školách učí a proč? A kdy si začneme všech učitelů vážit? Místo konání: Velká aula Karolina, Karolinum, Praha Hosté: ředitelka gymnázia Markéta Fibigerová, divadelník Arnošt Goldflam, učitel Tomáš Chrobák, ekonom Jan Libich, učitelka Petra Mazancová, profesor Michal Nedělka, ministr školství Robert Plaga, učitelka Barbora Slámová, profesor Michael Šebek                                           |                                                                                          |                    |
| 53 | Soumrak rozumu                                                                           | 10. listopadu 2020 |
| Témata: Co odhalila pandemie? Jaké limity má věda a jaké jsou limity politického rozhodování? Jsme svědky soumraku rozumu? Místo konání: Zrcadlová kaple, Klementinum, Praha Hosté: imunoložka Jiřina Bartůňková, kardiolog Richard Češka, bioložka Mária Hovořáková, psychiatr Cyril Höschl, fyzikální chemik Pavel Jungwirth, filozof Václav Němec, virolog Pavel Plevka, chemik Martin Pumera, historik Pavel Suk                                                                          |                                                                                          |                    |
| 54 | Virus v duši                                                                             | 8. prosince 2020   |
| Témata: Deprese, úzkosti, nesnášenlivost, agresivita. Jak virové šílení mění lidskou duši? Jaké škody páchá na psychice křehkých i odolných? A jak nedozírné mohou být následky? Místo konání: Divadlo Za plotem, Psychiatrická nemocnice Bohnice, Praha Hosté: herečka Simona Babčáková, psychiatr Martin Hollý, dětský psychoterapeut Peter Pöthe, sociolog Daniel Prokop, adiktoložka Michaela Štáfková, psychiatr Petr Winkler                                                            |                                                                                          |                    |
| 55 | Umění odejít                                                                             | 12. ledna 2021     |
| Témata: Jak chutná moc? Jak chutná sláva? A jak těžké je odejít na vrcholu? Místo konání: zámek Brandýs nad Labem, Brandýs nad Labem Hosté: psycholožka Alexandra Fonville, kajakář Vavřinec Hradilek, farmář Jan Miller, operní pěvkyně Dagmar Pecková, historik Jaroslav Šebek, bývalá diplomatka Magda Vášáryová |                                                                                          |                    |
| 56 | Občanská neposlušnost                                                                    | 16. února 2021     |
| Témata: Kde končí občanská poslušnost? Co donutí lid povstat? Jaké šance má vzpoura v demokracii? Místo konání: Činoherní klub, Praha Hosté: spisovatelka Radka Denemarková, historička Eva Doležalová, herečka Barbora Hrzánová, ústavní právník Jan Kysela, psycholog Radek Ptáček, politický geograf Michael Romancov |                                                                                          |                    |
| 57 | Doba sobecká                                                                             | 23. března 2021    |
| Témata: Je sobectví přirozené? Probouzí krize v lidech to nejlepší – nebo to nejhorší? Musíme si pomáhat? Anebo raději Každý sám za sebe? Místo konání: prostor Jatka78, Praha Hosté: etoložka Jitka Lindová, divadelník Rostislav Novák, bojovnice Martina Ptáčková, chirurg Tomáš Šebek, socioložka Jiřina Šiklová, právník Pavel Uhl |                                                                                          |                    |
| 58 | Autorita                                                                                 | 27. dubna 2021     |
| Témata: Kde se bere, jak se získává – a proč se ztrácí? Kdo je dnes skutečná autorita a kdo má ještě důvěru? Místo konání: prostor MeetFactory, Praha Hosté: státní zástupkyně Lenka Bradáčová, diplomat a překladatel Tomáš Kafka, armádní generál Petr Pavel, lékařka a politička Zuzana Roithová, neurovědec Aleš Stuchlík, snowboardistka Eva Samková |                                                                                          |                    |
| 59 | Restart                                                                                  | 25. května 2021    |
| Témata: Restart myšlení. Restart byznysu. Restart života. Znamená krize příležitost? Nebo znamená krize – zkrátka krizi? Místo konání: laboratoř vysokého napětí Fakulty elektrotechnické ČVUT, Praha Hosté: sociolog Martin Buchtík, herečka Vanda Hybnerová, environmentalistka Soňa Jonášová, programátor a podnikatel Jakub Nešetřil, jaderný fyzik Vojtěch Petráček, ekonomka Ilona Švihlíková                                                                                           |                                                                                          |                    |
| 60 | Generace covidiálů                                                                       | 22. června 2021    |
| Témata: Děti bez školy, škola bez dětí. Jak se rok v izolaci podepíše na budoucnosti národa? Vyrůstá nová ztracená generace? Místo konání: Toulcův dvůr, Praha Hosté: učitelka Štěpánka Baierlová, hospodářská historička Antonie Doležalová, učitel Václav Fiala, psycholožka Iva Poláčková Šolcová, lékař Lukáš Pollert, ředitel střední školy Radko Sáblík |                                                                                          |                    |
| 61 | Z vůle lidu                                                                              | 7. září 2021       |
| Témata: Kde začíná a končí svoboda a demokracie? Místo konání: hlavní sál Valdštejnského paláce, sídla Senátu Parlamentu České republiky, Praha Hosté: podnikatel a bývalý ministr Pavel Bratinka, politolog Michael Kraus, historička a etnoložka Markéta Křížová, psychiatr a religionista Prokop Remeš, právník a bývalý premiér Bohuslav Sobotka, koreanistka Nina Špitálníková |                                                                                          |                    |
| 62 | Evropané                                                                                 | 12. října 2021     |
| Témata: Kdo je a kdo není Evropan? Kde jsou hranice Evropy? A je pro ni vůbec v globalizovaném světě místo? Místo konání: Trojský zámek, Praha Hosté: bývalý slovenský premiér Mikuláš Dzurinda, stand-up komik Tigran Hovakimyan, eurokomisařka Věra Jourová, politolog Lukáš Macek, ekonom Filip Matějka, mluvčí Senátu Sue Nguyen |                                                                                          |                    |